# The Last Dance
The Last Dance is een Amerikaanse sportdocumentaire uit 2020 onder regie van Jason Hehir. De tiendelige reeks blikt terug op de succesvolle carrière van Michael Jordan bij de Chicago Bulls.

## Inhoud
De documentaire blikt terug op de succesvolle carrière van Michael Jordan, die in de jaren 1980 en '90 als basketballer uitgroeide tot een wereldster en verscheidene NBA-titels won met de Chicago Bulls. De serie volgt in het bijzonder het seizoen 1997/98, het laatste seizoen van onder meer Jordan, Scottie Pippen en coach Phil Jackson bij de Bulls.

## Productie
Toen bleek dat het seizoen 1997/98 het laatste seizoen van Michael Jordan bij de Chicago Bulls zou worden, stelde NBA-entertainmentproducent en archivist Andy Thompson voor om de succesvolle basketballer en zijn team een jaar lang achter de schermen te volgen. Meer dan 500 uur aan exclusieve beelden werd opgenomen, maar dat beeldmateriaal mocht enkel gebruikt worden als Jordan zijn goedkeuring gaf. Verscheidene filmmakers, waaronder Spike Lee, Frank Marshall en Danny DeVito, toonden in de loop der jaren interesse in een documentaire over Jordan en de Bulls, maar Jordan hield steeds de boot af. Pas in 2016 gaf Jordan aan film- en documentaireproducent Mike Tollin groen licht om de nooit eerder uitgezonden beelden van het seizoen 1997/98 te gebruiken voor een documentaire over zijn carrière.
In navolging van succesvolle documentaires als Making a Murderer (2015) en O.J.: Made in America (2016) werd ervoor gekozen om niet een documentairefilm maar wel een tiendelige serie te maken. Voor de documentaire werden de archiefbeelden van Jordan en zijn team aangevuld met nieuwe interviews.

## Release en ontvangst
De reeks werd in de Verenigde Staten uitgezonden door betaalzender ESPN en in de rest van de wereld door streamingdienst Netflix. De première was oorspronkelijk gepland voor juni 2020, maar omdat sportwedstrijden door de coronapandemie niet langer mochten doorgaan, besloot ESPN om de release te vervroegen. De reeks ging daardoor al op 19 april 2020 in première op ESPN.
The Last Dance kreeg overwegend positieve recensies. Op Rotten Tomatoes heeft de reeks een waarde van 96% en een gemiddelde score van 8,7/10, gebaseerd op 53 recensies. Op Metacritic heeft de film een gemiddelde score van 91/100, gebaseerd op twaalf recensies. De documentairereeks werd ook een groot kijkcijfersucces voor ESPN.
De bekende documentairemaker Ken Burns was echter zeer kritisch over de reeks en stelde het feit dat de documentaire mee door Jordans eigen productiebedrijf Jump 23 werd gemaakt aan de kaak.

## Afleveringen
| Afl. | Titel          | Regie       | Releasedatum ESPN | Releasedatum Netflix |
| 1    | "Episode I"    | Jason Hehir | 19 april 2020     | 20 april 2020        |
| 2    | "Episode II"   | Jason Hehir | 19 april 2020     | 20 april 2020        |
| 3    | "Episode III"  | Jason Hehir | 26 april 2020     | 27 april 2020        |
| 4    | "Episode IV"   | Jason Hehir | 26 april 2020     | 27 april 2020        |
| 5    | "Episode V"    | Jason Hehir | 3 mei 2020        | 4 mei 2020           |
| 6    | "Episode VI"   | Jason Hehir | 3 mei 2020        | 4 mei 2020           |
| 7    | "Episode VII"  | Jason Hehir | 10 mei 2020       | 11 mei 2020          |
| 8    | "Episode VIII" | Jason Hehir | 10 mei 2020       | 11 mei 2020          |
| 9    | "Episode IX"   | Jason Hehir | 17 mei 2020       | 18 mei 2020          |
| 10   | "Episode X"    | Jason Hehir | 17 mei 2020       | 18 mei 2020          |